# Médaille de la Liberté
La médaille de la Liberté (Medal of Freedom) est une prestigieuse décoration militaire attribuée par le président des États-Unis pour récompenser les services rendus par des civils à la nation.

## Histoire
Créée le 6 juillet 1945 par le président Harry S. Truman elle était destinée à récompenser les civils ayant sauvé la vie de soldats américains lors de la seconde guerre mondiale (actions de résistance, hébergement d'aviateurs, aide à l'évasion, etc). Parmi les premiers attributaires de la médaille de la Liberté figure une française : Suzanne Hiltermann-Souloumiac.
Elle fut décernée par la suite pour d'autres conflits dans lesquels l'armée américaine était engagée.
Elle fut remplacée en 1963 par le président John F. Kennedy par l'ordre exécutif 11085 instituant la médaille présidentielle de la Liberté.

## Insigne et ruban
Insigne : médaille ronde en bronze représentant à l'avers une tête de profil portant un casque étoilé surmonté d'une tête d'aigle au-dessus de l'inscription « Freedom » et au revers une cloche avec l'inscription « United States of America ».
Cette cloche est la fameuse Liberty Bell maintenant conservée à Philadelphie (monument historique) ; elle est fêlée pour avoir trop retenti lors de la déclaration d'indépendance des États-Unis d'Amérique.
Ruban : rouge chargé de quatre fines bandes blanches.

## Grades
À l'origine, la décoration comprenait 5 degrés selon l'importance de l'aide apportée et en fonction du nombre d'Américains sauvés :
- de 1 à 6 : certificat de remerciement (Certificate of Thanks) ;
- de 7 à 15 : médaille sans palme ;
- de 16 à 35 : médaille avec palme de bronze ;
- de 36 à 75 : médaille avec palme d'argent ;
- au-delà ou pour récompenser certains faits de résistance : médaille avec palme d'or.

À compter du 3 avril 1953, les grades s'établirent comme ceux de la Legion of Merit :
- médaille sans palme : bronze star ; elle ne pouvait récompenser que des citoyens américains ;
- médaille avec palme de bronze : officier ;
- médaille avec palme d'argent : commandeur ;
- médaille avec palme d'or : chef-commandeur.

## Récipiendaires

### Distinctions
- Le nombre de certificats de remerciement décernés n'est pas connu précisément.
- La médaille avec palme fut décernée à 4754 personnes.
- La médaille avec palme de bronze fut décernée à 987 personnes.
- La médaille avec palme d'argent fut décernée à 350 personnes.
- La médaille avec palme d'or fut décernée à 79 personnes.

Durant la guerre de Corée, 259 médailles furent décernées.

### Liste non exhaustive des récipiendaires
- Valérie André (avec palme d'or)
- Henri Absalon le 6 septembre 1945
- Marcel Alleman le 6 septembre 1945
- Philippe Allemann le 6 septembre 1945
- François Antoine[1]
- Marie Azoeuf le 6 septembre 1945
- Jacques Le Bel de Penguilly le 6 septembre 1945
- Monique de Bissy le 11 avril 1947 (avec palme de bronze)
- Louis Bordier le 6 septembre 1945
- George Broussine (avec palme d'or)
- Annick Clément le 6 septembre 1945
- Christiane Mireille Couturoux de Périgueux (fille du suivant) début 1947
- Jean Roger Couturoux de Périgueux début 1947
- Edmond Debeaumarché
- Henri-Paul Eydoux en 1945
- Christiane Le Febvre le 18 janvier 1947
- Madeleine Félix (Née Petit)
- Marcel de Flers (posthume)
- Pauline Gabrielle Gaillard (posthume)
- Geneviève de Galard le 29 juillet 1954 par le Président Eisenhower lors d'une cérémonie à la Maison Blanche
- Jean Gérard le 6 septembre 1945
- Marguerite Di Giacomo en 1947 (avec palme de bronze)
- Maurice Gillet, en 1947 (posthume)
- Marcel Girault remise le 2 février 1947 (posthume)
- Jeanne Goupille en 1946
- Gaston Hèches
- Jean Maurice Hémery (posthume)
- Suzanne Hiltermann-Souloumiac en 1946
- Alice Itterbeek
- Simone Jacques-Yahiel en 1947
- Edouard Lebas[2]
- Janine Lerat le 6 septembre 1945
- Charles Luizet le 4 juin 1946
- Lucie Malard le 6 septembre 1945
- Marie Malard le 6 septembre 1945
- Yvonne Malard le 6 septembre 1945
- Lucien Marchelidon le 4 novembre 1946
- Gabriel Marsaud[1]
- Andrée-Louise Mathey-Doret le 6 septembre 1945
- Odette Métais le 4 novembre 1946
- Jean Michau le 4 novembre 1946 (posthume)
- Marie-Thérèse Michau le 4 novembre 1946
- Marguerite Moreau[1]
- Pierre Moreau[1]
- Andrée Moulonguet le 6 septembre 1945
- Jacques Mourlet le 6 septembre 1945
- André de Passille le 6 septembre 1945
- Adolphe Patricot le 6 septembre 1945
- Abbé Henri Emmanuel Péan le 4 novembre 1946 (avec palme de bronze)
- Pierre Pène (avec palme de bronze)
- Geneviève Petiot le 6 septembre 1945
- Marie-Thérèse de Poix le 4 novembre 1946
- Robert Pouille le 6 septembre 1945
- Paule Roche le 6 septembre 1945
- André Santus
- Lucienne Santus (née Osmont)
- Louis Sebastiani le 6 juillet 1945, à la demande du colonel André Pecquet (dit Paray ou Bavarois)
- Hélène de Suzannet le 6 septembre 1945
- Henri Tanguy le 6 septembre 1945
- François Thierry-Mieg le 12 février 1946 (avec palme de bronze)
- Jean Thomas (alias Lieutenant Pierre) le 24 avril 1946 (J.O du 17.5.1946)
- Pierre Thomine Desmazures le 6 septembre 1945
- Jeanne Vacquier le 6 septembre 1945
- Rose Valland
- André Vanderstraefen le 6 septembre 1945
- Pierre Véran avec palme de bronze remise le 5 décembre 1951 à l'ambassade des États-Unis, Paris par David K. E. Bruce.
- Henri Vogt le 6 septembre 1945
- René Weiser
- Odette Zybszynska le 6 septembre 1945